# Трансверзала Јосиф Панчић
Трансверзала Јосиф Панчић је пешачка стаза на Копаонику. Поред ове пешачке стазе, ту су још и стаза Хајдучица, Оштри крш, Метође, Семетешко језеро, Јанкова бара, Треска, Дубока, Маркове стене, Небеске столице.
Планинарска трансверзала »Јосиф Панчић«, установљена је 1999. године. Оснивач је ПСД »Копаоник« из Београда, аутор је Јован Ђокић са сарадницима. Елементи планинарске трансверзале су: Правилник трансверзале, прегледна карта са уцртаним стазама и контролним тачкама (КТ), опис деоница између КТ. За пређену трансверзалу добија се значка трансверзале од ПСД »Копаоник« (Београд). Трансверзала има две деонице: источну и западну, облика осмице.
Укупна дужина трансверзале је око 46 километара. Источна деоница има 5 КТ (контролних тачака) и дужину 18 км, спуштање око 500 метара релативне висине (од 1934 м на 1425 m) и непрекидни успон око 553 метара (са 1425 m на 1976 m). Деоница се може прећи за 8-10 часова хода, са одморима од 10 до 30 минута на контролним тачкама (КТ).
Западна деоница: има 5 контролних тачака (КТ) и дужину око 28 километара. Нема великих висинских разлика. Може се обићи за 10 до 12 часова хода, са одморима од 10 до 30 минута код КТ.
Опис трансверзале почиње од КТ-1, код планинарског дома »Копаоник« (1720 m). 

## Источна деоница

### Контролна тачка 1 (КТ-1)
Од планинарског дома Копаоник (КТ-1) стаза води североистично према планинарском дому Ртањ и на око 100 метара скреће лево (на север) према извору Марина вода, где се стиже за око 5 минута. Даље наставља према ски-жичари Марина вода и право између другог и трећег стуба паралелно са асфалтним путем за Сребрнац и Брзеће, на око 100 m. Стаза води просеком кроз четинарску шуму, поред водоводних цеви од каптаже (са источне стране), а затим излази на асфалтни пут, којим се иде до превоја Јарам 1788 m (Код полазне станице ски-жичаре за Караман-Вучак). Стаза даље води поред стубова жичаре и на крају жичаре види се врх Велика Гобеља (1934 m) на коме је радио-телевизијски репетитор. Ако пада киша или има росе, боље је ићи путем којим иду возила за репетитор. Пут је означен жуто-белим стубићима за кретање када је велики снег. На чесми поред ограде је КТ-2. 

### Контролна тачка 2 (КТ-2)
Дужина ове деонице је око 3 км. Обележје врха је са североисточне стране. Од КТ-2 стаза даље води североисточном падином, са благим падом (травнатом стазом око 1 km) према ски-жичари Гобеља Гребен према Сребрнцу. Одавде се  види  хотел Сребрнац,  врх Жељин,  Јастребац  и  Стара планина.  Од излазне станице ски-жичаре спушта се поред стубова до полазне станице. Може се ићи и ски стазом са десне стране, јер је лакше ходати по трави. Код полазне станице иде се лево, пролази поред складишта и излази на асфалтни пут од Брзећа. Скреће се лево и иде се путем и на око 200 m је ознака за скретање десно у травнати терен. Иде се даље уским путем у мању шуму, излази на ливаду и спушта се опет на асфалтни пут за Брзеће. Треба ићи путем око 2 км, поред путне службе, раније је ту била фарма Сребрнац, види се по запуштеним зградама са леве стране. Са пута лево (на источној страни) види се село Брзеће. На другој великој кривини скренути десно на шумски пут (на улазу има зелена рампа). Ту се спушта стари макадамски пут од Јарма. Ово су у ствари деоница старог пута од Брзећа за Јарам. На око 1 км долазимо на кривину удесно, ту су постављене дрвене клупе у оквиру резервата Метође. Стаза се спушта лево низ страну у долину потока. Убрзо наилази на поток и пећину или окно напуштеног рудника из кога, вода извире. Лево је светилиште на око 1,5 км, а десно је стаза за гејзир. Од кривине може се наставити путем, посебно ако је мокар терен до ушћа потока од Јарма и Широког дола. По преласку два потока, на раскрсници Гвоздац, треба скренути лево и ићи низ поток. На око 200 метара стрелица показује прелаз преко моста за гејзир хладне воде, где је КТ-3 (на око 1425 m н/в). 

### Контролна тачка 3 (КТ-3)
Млаз воде из гејзира достиже висину око 5 метара. На целом овом простору изграђене су клупе и надстрешнице за одмор посетилаца овог резервата и светилишта. Од КТ-3 стаза даље води до раскрснице и затим левим путем до ски-жичаре Леденица и Гвоздац, кроз Широки до. Код полазне станице ски-жичаре скреће се лево, шумским путем, према гребену Леденице (1870 mнм), где је излазна станица ски-жичаре Бела река 2 од туристичког насеља Брзеће. На стубу је КТ-4. 

### Контролна тачка 4 (КТ-4)
Од ове КТ отвара се видик за разгледање околине. (Види се Брзеће и североисточне планине). Од КТ-4 стаза води гребеном, затим се спушта и благим успоном води југозападно према Караману. Са леве стране је ски-жичара Кнежеве баре и Панчићев врх. (Виде се куполе). По изласку на Мали Караман (1917 mнм), где су излазне станице ски-жичаре Кнежеве баре, Караман, Мали Караман и Гвоздац, скреће се лево, поред великих громада камена, на југ према Сувом рудишту. Са десне (северне) стране је врх Велики Караман (Вучји крш 1936 mнм, (трећи врх по висини на Копаонику), западно је планинарски дом Копаоник и Генекс хотели. Стаза се спушта на југ око 1 км до Пајиног пресла (1804 mнм), а затим води лево (на исток) путем према ски-жичари Дубока 1. Код стубова жичаре скреће се десно (на југ) и поред исте иде се стрмим успоном око 2ООм, а затим се скреће десно и иде косо према излазним ски-жичарама за Суво Рудиште (1976 mнм).

### Контролна тачка 5 (КТ-5)
На високој пирамиди, поред површинског копа рудника гвожђа, је КТ-5. Са Сувог рудишта пружа се поглед на планине: Маглић 2386 м. н. в., Дурмитор 2522 м. н. в., Проклетије, Ђеравица 2656 м. н. в., Стару планину 2169 м. н. в., Шар планину 2580 м. н. в. и друге. Рудник није више у експлоатацији и због опасности да се неко услед ветра и непажњом оклизне у провалију, ограђен је жицом. Од КТ-5 може се ићи на Панчићев врх 2017 м. н. в., где је маузолеј Јосифа Панчића. Од Сувог рудишта треба се спустити истом стазом до Пајиног пресла, а затим право (северозападно) кроз шуму, прећи ски стазе за Караман, на раскршћу ићи мало десно и даље кроз шуму, преко ски-стазе испод жичаре Мали Караман, мало се успиње и долази на раскрсницу стаза за извор Марине воде (на северу), десно је планинарски дом Ртањ. Ићи лево за планинарски дом Копаоник, где се завршава источна деоница трансверзале и оверава КТ-1. 

## Западна деоница
Од планинарског дома Копаоника (КТ-1) са јужне стране стазом се силази на асфалтни пут за центар туристичког насеља и Јошаничку Бању. Иза амбуланте скреће се лево према метеоролошкој станици, низбрдицом до макадамског пута, а затим десно долази се до хотела Бачиште. Даље се иде поред спортских терена асфалтним путем према Рудници и на око 200 m (код високонапонског далековода) скреће се десно на шумски пут. Стаза је упоредо са далеководом и на око 2ООм скреће десно, пролази испод далековода и иде упоредо око 200 m, а затим скреће десно у густу шуму. Након 200 m излази се на нови шумски пут од села Лисине за Сунчану долину. Скренути лево (на северозапад) поред Чукаре (1525 mнв).
Ранија стаза иде право на запад и повремено скреће на југ и југозапад, спушта се поред потока и након једног часа може се изаћи на Ладиште, прелази се поток и скреће лево на шумски пут у који убрзо са леве стране улази још један шумски пут.
Обе стазе доводе до барака за шумске раднике и коње, где се можете заштитити од кише и одморити. Даље ићи путем и на првој раскрсници путева из четири смера, скренути десно (једини маркирани пут). Овим путем се за око 30 минута стиже на Јабланову раван. Стаза трансверзале скреће десно, а путем маркирана стаза води поред Барске реке за чесму, код напуштене стругаре (за 20 минута) и даље долином Барске реке за напуштени рудник Сува руда и Семетешко језеро (за око 2 часа). Контролна тачка (КТ-6) је на дрвету после преласка малог потока и ливаде. 

### Контролна тачка 6 (КТ-6)
Од КТ-6 стаза води право на север, кроз густу шуму, шумском стазом, са средњим успоном, може да се стигне за око 1 час код Хајдучке воде, поред асфалтираног пута од Јошаничке бање за Копаоник. У близини нема извора. На овом месту прави се пауза око 30 минута. Стаза на око 50 метара скреће лево и улази у шуму и паралелно са асфалтираним путем на северозапад доводи нас до раскрснице (1514 mнм). На овом месту се спаја маркирана стаза за Семетешко језеро. Од раскрснице на око 400 m је извор воде. Лево од раскрснице (северозападно) је шумски пут и маркирана стаза (стаза бр. 4) око Јадовника до Лескове воде и Козјих стена. КТ-7 је лево у шуми на великој стени где је обележје из НОБ-а. На плочи пише: „Овде је формиран копаонички партизански одред - Тодор Миличевић". Поред стазе за Семетешко језеро (на око 400 m) налази се извор воде. Лево од стазе трансверзале је маркирана стаза 46, која води око Јадовника, до Лескове воде и Козјих стена, затим до врха Кукавице и веза са стазом трансверзале и стазом 1 од Јошаничке Бање. 

### Контролна тачка 7 (КТ-7)
Од КТ-7 стаза води на северозапад, преко ливада (маркација је на ретком камењу) и доводи на гребен Јадовника. Одавде се виде подкопаоничка села на западу и Ибарска долина код Рашке и врх Кукавица 1726 m. Даље гребеном на северозапад на Кукавицу где је КТ-8. 

### Контролна тачка 8 (КТ-8)
Са овог врха пружа се  поглед на све стране  (источно је  Велика Гобеља, југоисточно Панчићев врх итд.). Од КТ-8 треба се вратити око 200 м стазом којом се долази, затим лево (на исток), преко ливада, лево је шума. Силази се падином, кроз малу шуму, опет на ливаду, где се види плоча Миодрагу Ђорђевићу (1924-1993.год). Наставити благо спуштање до колибе. Од колибе ићи стазом десно, поред извора, затим лево и за 5 минута стиже се на асфалтни пут, пре моста на Самоковској реци. Испод подвожњака је мала чесма. 
Овде се може завршити дневни обилазак и аутостопом или другом врстом превоза доћи до планинарског дома који је одавде удаљен око 10 km.
Стаза даље води лево асфалтним путем за Јошаничку Бању (северно) и на око 1 км стаза скреће десно (на исток), улази у шуму и благо се пење према североистоку и шумским путем стиже до КТ-9, која је на блоковима стена на Пашином бачишту. 

### Контролна тачка 9 (КТ-9)
Од КТ-9 стаза води даље кроз Чадориште (око 2 км) излази на шумски пут, прелази га у правцу југоистока и даље шумским путем (после преласка овог пута на једном камену пише: Баба Верин Врго), преко долине, потока, лево опет шумским путем и излази на ливаде, Рватске бачије. На камену изнад пута је КТ-10. Десно (јужно) су Лисичије стене, Дражина вода и Маркове стене.

### Контролна тачка 10 (КТ-10)
Од КТ-10 стаза води преко ливада (на југоисток) на колски пут, који пролази са јужне стране Мале Гобеље и Велике Гобеље на превој Јарам. Од Јарма даље асфалтним путем за центар туристичког насеља. На око 1 км се скреће лево на шумски пут, кој доводи до Марине воде и планинарског дома Копаоник.